# Kerem Aktürkoğlu
Kerem Aktürkoğlu, né le 21 octobre 1998 à Izmit en Turquie, est un footballeur international turc qui évolue au poste d'ailier gauche au SL Benfica.

## Biographie

### Carrière en club

#### Formation et débuts amateurs
Aktürkoğlu commence à jouer au football dès l'âge de 11 ans à Gölcükspor (en), passant également par le club d'Hisareyn, avant d'intégrer le centre de formation du Başakşehir, à Istanbul,.
Il signe son premier contrat professionnel au Başakşehir en 2015, avant de faire ses débuts senior en prêt au BB Bodrumspor en 2016. Il disputte le premier match professionnel de sa carrière lors de la rencontre de coupe de Turquie, le 21 septembre 2016, face à Sarıyer SK en prenant part au jeu en seconde mi-temps de la rencontre, qui voit son équipe perdre la partie sur le score de 1-0. Il continue à prendre part aux matchs suivants en tant que remplaçant tout au long de la saison. Il inscrit le premier but de sa carrière le 12 février 2017, en déplacement sur la pelouse de Kırıkkalespor (en), consolidant la victoire de sa formation sur le score de 3-1.
Il passe ensuite plusieurs saisons dans la quatrième division turque, notamment au Karacabey Belediyespor (en),. Il disputte son premier match sous ses nouvelles couleurs, le 2 septembre 2018, lors de la première journée de championnat de la saison 2018-2019 face à Çankayaspor (en), lors de la victoire 2-1 de sa formation. Deux semaines plus tard, il inscrit son premier but pour le club, toujours en championnat, lors de la rencontre face à 1461 Trabzon FK (en), lors de la victoire 2-1 de son club. Par la suite, il s'affirme comme un des joueurs clés de son équipe, permettant à sa formation de disputer les play-offs de promotion en troisième division, mais son club ne sera finalement pas prommu à l'échelon supérieur. Au total, au cours de cette saison,, il aura disputé 35 rencontres, inscrit 3 buts et délivré 2 passes décisives, toutes compétitions confondues.
Le 9 août 2019, il rejoint librement le 24 Erzincanspor (en),.

#### Révélation au 24 Erzincanspor
Il effectue ses débuts pour sa nouvelle équipe le 1er septembre 2019, lors de la première journée de championnat face à Serik Belediyespor (en), qui voit son équipe perdre la rencontre sur le score de 3-1. Avec le club d'Erzincan, Aktürkoğlu s'illustre rapidement face aux filets, enchainant les performances et les buts en 3. Lig,. Il prend également part à une victoire 2-0 à domicile en Coupe, contre les mastodontes de la Süper Lig du Beşiktaş,. En tout, il compte 20 buts et 12 passes décisives en 30 matchs de championnat lors de cette saison, où il permet à son club d'être promu en 2. Lig ; notamment grâce à un triplé marqué lors de la victoire 4-2 en demi-finale des barrages contre l'Artvin Hopaspor (en),.

#### Essors au plus haut niveau avec Galatasaray
À la suite de son explosion en championnat amateur, Aktürkoğlu attire l'attention de plusieurs mastodontes de l'élite turque, à l'image du Beşiktaş, rejoignant finalement le Galatasaray le 2 septembre 2020,.
Il fait ses débuts professionnels avec le club stambouliote le 23 novembre 2020 suivant, lors d'un match nul 1-1 contre le Kayserispor en Süper Lig,. Il inscrit son premier but sous les couleurs de Galatasaray, le 5 décembre 2020 lors de la victoire de sa formation sur le score de 3-0 aux dépens de Hatayspor. Il continue à trouver le chemin des filets lors des journée suivantes, en inscrivant notamment le premier but de son équipe le 14 février 2021, lors de la victoire de Galatasaray 2-1 face à Kasımpaşa SK. Trois semaines plus tard, il est l'auteur d'un nouveau but, cette fois-ci sur la pelouse d'Ankaragücü, mais ne peut empêcher la défaite de son équipe sur le score de 2-1.
Le 17 avril 2021, il est l'auteur d'un triplé lors de la victoire de son équipe 1-3 en déplacement sur la pelouse de Göztepe. Ces trois buts inscrits par le joueur font de lui le seul turc ayant été l'auteur d'un triplé en championnat au cours de cette saison.
Le 12 août 2021, le joueur s'illustre à l'occasion de la rencontre retour comptant pour le troisième tour de qualification d'Europa League face au club écossais de St Johnstone FC, lors de la victoire en déplacement sur le score de 4-2 de sa formation, en étant l'auteur tout d'abord d'un but, et en délivrant également deux passes décisives sur les buts inscrits par Mbaye Diagne et Sofiane Feghouli,. Quatre jours plus tard, Akturkoğlu est victime d'une agression de la part de son coéquipier Marcão, qui lui assène un coup de tête et un coup de poing, lors de la première journée de championnat, au cours de la victoire de Galatasaray 0-2 sur la pelouse de Giresunspor. Ne pouvant continuer la rencontre, encore marqué par l'incident qui venait de se produire quelques minutes auparavant, il est remplacé par son entraîneur Fatih Terim. Le lendemain, Marcão présente ses excuses au joueur et à sa famille. Le 19 août suivant, il inscrit le seul but de son équipe lors de la rencontre des barrages d'Europa League, face au club du Randers FC. Les deux équipes se quittent sur le score nul de un partout. Dix jours plus tard, il inscrit son premier but de la saison en championnat lors du match nul 2-2 face à Kasımpaşa. Le 14 mars 2022, Aktürkoğlu est l'auteur d'un doublé durant le derby face à Beşiktaş JK, lors de la victoire 2-1 de son équipe. Par la suite, bien que le club vit une des pires saisons de son histoire en championnat , en terminant à la 13e place, Kerem Aktürkoğlu est un des joueurs qui s'est mis en évidence durant le bon parcours du club en Europa League,, inscrivant nottament le premier but de sa carrière dans cette compétition, lors de la rencontre de phase de groupe le 21 octobre 2021, qui voit Galatasaray remporter la partie sur le score de 0-1 en déplacement, face au Lokomotiv Moscou.
Le 12 novembre 2022, il est à nouveau l'auteur d'un triplé, cette fois contre son ancien club de  Başakşehir, qui subit ce jour-là la plus grosse défaite de son histoire (0-7).
À l'issue de la saison 2022-2023, il finira meilleur passeur de la Süperlig avec 11 passes décisives.
Le 20 septembre 2023, il prend part au tout premier match de Ligue des champions de sa carrière, à l'occasion de la rencontre de phase de poule, face au FC Copenhague ; les deux équipes se quittent sur le score final de 2-2. Lors de la rencontre suivante de la phase de poule de la Ligue des Champions, il inscrit le premier but de sa carrière dans cette compétition face à Manchester United, le 3 octobre 2023, lors de la victoire de son équipe sur le score de 3-2 à Old Trafford.

#### SL Benfica
Le 3 septembre 2024, Aktürkoğlu a rejoint Benfica pour un contrat de cinq ans avec un montant de transfert estimé à 12 millions d’euros, avec en plus 10 % d’un futur transfert revenant au club, et une clause libératoire fixée à 60 millions d’euros,.
Le 14 septembre, Aktürkoğlu a marqué lors de ses débuts avec le club, inscrivant le premier but dans une victoire 4-1 à domicile contre Santa Clara. Il a de nouveau marqué lors du premier match de la campagne de Ligue des champions 2024-2025 de Benfica, son premier but dans cette compétition pour eux, en ouvrant la marque dans leur victoire 2-1 à l’extérieur contre l'Étoile rouge de Belgrade.

### Carrière en sélection
Avec les moins de 19 ans (en), il inscrit un but lors d'un match amical contre la Grèce, le 9 février 2017 (score : 1-1).
Aktürkoğlu fait ses débuts avec la Turquie le 27 mai 2021, lors d'un match amical contre l'Azerbaïdjan, en préparation de l'Euro,.
En juin 2021, il est retenu dans la liste des 26 joueurs turcs pour disputer l'Euro 2020.
Le 7 juin 2024, il figure dans la liste définitive des 26 joueurs sélectionnés par Vincenzo Montella pour disputer l'Euro 2024. Le 18 juin, lors du premier match de poules face à la Géorgie il inscrit le troisième but turc du match contribuant à la victoire des siens 3-1.

## Style de jeu
Joueur offensif, Kerem Aktürkoğlu est capable de jouer autant sur l'aile gauche que sur l'aile droite en attaque.

## Statistiques
| Saison                | Club                        | Championnat           | Championnat | Championnat | Coupe(s) nationale(s) | Coupe(s) nationale(s) | Supercoupe | Supercoupe | Compétition(s) continentale(s) | Compétition(s) continentale(s) | Compétition(s) continentale(s) | Barrages | Barrages | Coupe du monde des clubs | Coupe du monde des clubs | Turquie | Turquie | Total | Total |
| Saison                | Club                        | Division              | M.          | B.          | M.                    | B.                    | M.         | B.         | Comp.                          | M.                             | B.                             | M.       | B.       | M.                       | B.                       | M.      | B.      | M.    | B.    |
| 2016-2017             | BB Bodrumspor (prêt)        | 3. Lig (en)           | 27          | 4           | 1                     | 0                     | -          | -          | -                              | -                              | -                              | -        | -        | -                        | -                        | -       | -       | 28    | 4     |
| 2018-2019             | Karacabey Belediyespor (en) | 3. Lig (tr)           | 32          | 3           | 1                     | 0                     | -          | -          | -                              | -                              | -                              | 2        | 0        | -                        | -                        | -       | -       | 35    | 3     |
| 2019-2020             | 24 Erzincanspor (en)        | 3. Lig (tr)           | 28          | 17          | 4                     | 0                     | -          | -          | -                              | -                              | -                              | 2        | 3        | -                        | -                        | -       | -       | 34    | 20    |
| 2020-2021             | Galatasaray SK              | Süper Lig             | 27          | 6           | 2                     | 0                     | -          | -          | -                              | -                              | -                              | -        | -        | -                        | -                        | 1       | 0       | 30    | 6     |
| 2021-2022             | Galatasaray SK              | Süper Lig             | 37          | 10          | 1                     | 0                     | -          | -          | C1+C3                          | 2+12                           | 0+3                            | -        | -        | -                        | -                        | 13      | 3       | 65    | 16    |
| 2022-2023             | Galatasaray SK              | Süper Lig             | 34          | 9           | 4                     | 1                     | -          | -          | -                              | -                              | -                              | -        | -        | -                        | -                        | 7       | 1       | 45    | 11    |
| 2023-2024             | Galatasaray SK              | Süper Lig             | 37          | 12          | 2                     | 0                     | 1          | 0          | C1+C3                          | 12+2                           | 3+0                            | -        | -        | -                        | -                        | 11      | 2       | 65    | 17    |
| 2024-2025             | Galatasaray SK              | Süper Lig             | 2           | 1           | -                     | -                     | 1          | 0          | C1                             | 2                              | 0                              | -        | -        | -                        | -                        | -       | -       | 5     | 1     |
| Sous-total            | Sous-total                  | Sous-total            | 137         | 38          | 9                     | 1                     | 2          | 0          | -                              | 30                             | 6                              | -        | -        | -                        | -                        | 32      | 6       | 210   | 51    |
| 2024-2025             | SL Benfica                  | Liga Betclic          | 30          | 11          | 7                     | 1                     | -          | -          | C1                             | 12                             | 4                              | -        | -        | 4                        | 0                        | 10      | 6       | 63    | 22    |
| 2025-2026             | SL Benfica                  | Liga Betclic          | 0           | 0           | 0                     | 0                     | 1          | 0          | C1                             | 1                              | 0                              | -        | -        | 0                        | 0                        | 0       | 0       | 2     | 0     |
| Sous-total            | Sous-total                  | Sous-total            | 30          | 11          | 7                     | 1                     | 1          | 0          | -                              | 13                             | 4                              | -        | -        | 4                        | 0                        | 10      | 6       | 65    | 22    |
| Total sur la carrière | Total sur la carrière       | Total sur la carrière | 254         | 73          | 22                    | 2                     | 3          | 0          | -                              | 43                             | 10                             | 5        | 3        | 4                        | 0                        | 43      | 12      | 374   | 100   |

## Palmarès

### En club
| Galatasaray SK - Championnat de Turquie - Champion en 2023 et 2024. |

### Distinction personnelle
- Meilleur passeur du championnat de Turquie en 2023 (11 passes décisives)

## Aspects extra-sportifs

### Prises de position
Pendant la guerre de 2023 entre Israël et le Hamas, Kerem Aktürkoğlu prend publiquement la défense du peuple palestinien en publiant dans sa story Instagram le message suivant :

« Je sais qu'il y a des gens qui ont peur de parler, qui ont peur de dire des choses erronées… Mais je ne veux pas rester tranquillement assis et vivre avec le fait qu'on ne parle pas. Nous pouvons condamner les attaques contre Israël qui ont entraîné la perte de vies civiles et en même temps nous opposer à l'oppression de la Palestine depuis des années. Est-il juste de rester assis tranquillement et d'assister à la destruction du peuple palestinien 
Historiquement, ce qui s'est passé entre Israël et la Palestine peut être interprété différemment par chacun. À mon avis, ce qui se produit depuis des années, c'est la destruction désespérée d'un peuple. Nous n'avons pas besoin d'informations historiques pour interpréter ce qui se passe actuellement. Ce à quoi nous assistons aujourd'hui est assez simple : un peuple occupé et opprimé détruit par un État nucléaire pleinement soutenu par le monde occidental. Cela n'a jamais été un combat égal, et ce qui se passe actuellement est un pur carnage.
Quelle pourrait être la réponse au meurtre de civils, au bombardement d'hôpitaux pour enfants, au fait de laisser une population choisir entre la mort ou la migration et au rayage d'un pays de la carte avec une force disproportionnée ? C’est une situation dans laquelle il faut intervenir. Nous ne devons pas rester les bras croisés et regarder des civils et des enfants sans défense se retrouver sans eau ni électricité et finir par mourir, par des méthodes inhumaines.
Invoquer pour la paix ne suffit pas, nous ne devons pas rester silencieux car le reste du monde ne fait aucun effort pour empêcher cette terrible tragédie.
« Celui qui garde le silence face à l'injustice est un diable muet. » ».